# Adelma von Vay

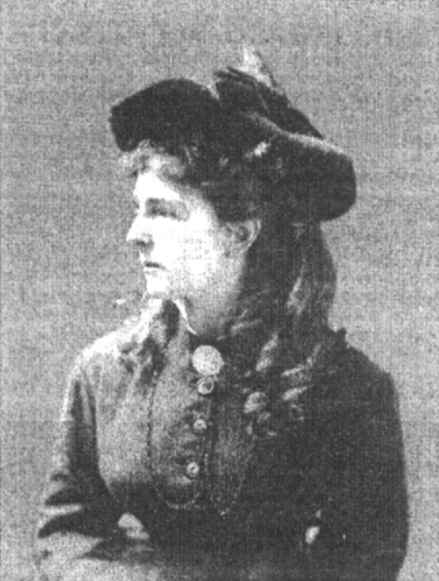
Adelma von Vay

Adelaide von Wurmbrand-Stuppach, auch Adelma von Vay oder Adelma Vay de Vaya (* 20. Oktober 1840 in Ternopil, Galizien, heute Ukraine; † 24. Mai 1925 in Gonobitz, Untersteiermark heute Slowenien), war eine österreichische Schriftstellerin und Spiritistin.

## Leben
Adelmas Vater, der k u. k Offizier Graf Ernst von Wurmbrand-Stuppach, war zum Zeitpunkt ihrer Geburt in Galizien stationiert, starb aber bereits 1846. Durch die erneute Heirat ihrer Mutter 1851 wuchs Adelma in der Mark Brandenburg auf. 1860 heiratete sie den Offizier Eugen Baron Vay, mit dem sie anschließend auf dessen Gut Tisza-Lök in Ungarn lebte. Einige Jahre später kaufte das Paar ein Gut in Gonobitz.

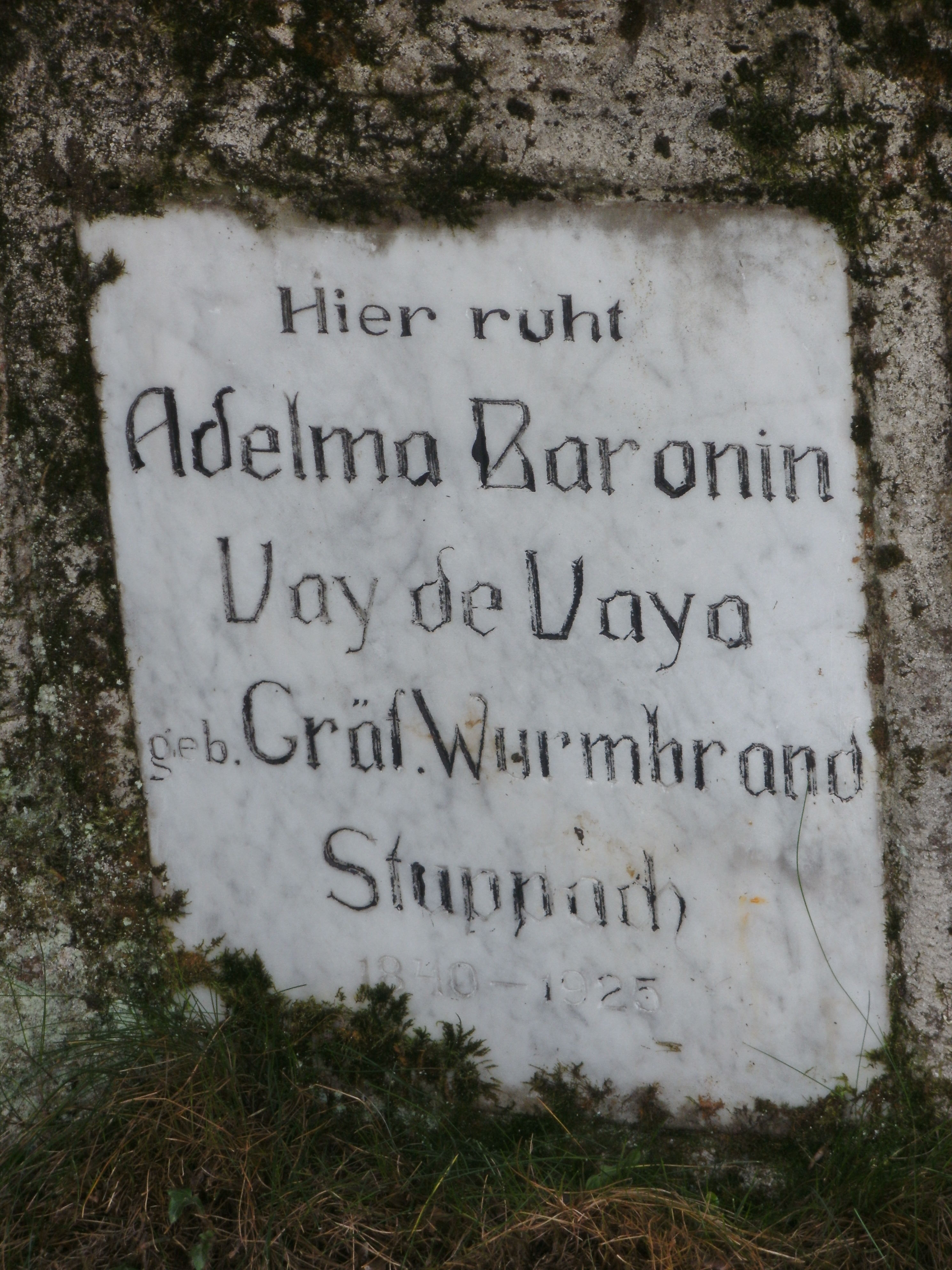
Grabstein Adelma von Vays

1865 ließ sich Adelma Vay von einem Magnetiseur gegen Schmerzen behandeln. Dieser bezeichnete sie als medial begabt. Nach eigenen Angaben hatte sie ihre Kräfte von ihrer Mutter, der Gräfin Teleki und späteren Herzogin Solm, geerbt. Sie begann ab diesem Zeitpunkt auch, das mediale Schreiben zu praktizieren. In ihren eigenen Worten: „Die Geister schreiben durch mich, ohne dass ich dabei zu denken brauche, fliegt mein Arm und der Bleistift über das Papier und ich kann derweil plaudern.“ 1870 veröffentlichte sie ihr erstes großes, angeblich auf diesem Weg geschriebenes Buch Geist, Kraft, Stoff, bei dem ihr nach eigenen Angaben der Heilige Laurentius von Rom, die Heilige Maria und Buddha zur Seite standen. Sie veröffentlichte außerdem Märchenbücher, wie Erzählungen der Sonnenstrahlen, wobei sie als Einfluss Hans Christian Andersen nannte. Bekannt wurde Vay auch mit ihrem Reinkarnationsglauben nach Allan Kardec. Sich selbst hielt sie für die Tochter eines Raubritters aus dem 14. Jahrhundert, die als Hexe verbrannt worden sei. Sie war Anhängerin der Homöopathie und der Theosophie und will Menschen mit Magnetismus geheilt haben.
Durch ihre Bücher wurde Vay zu einer der bekanntesten, aber auch umstrittensten Spiritistinnen des späten 19. Jahrhunderts. Auch ihr Mann betätigte sich als Medium, und gemeinsam beteiligten sie sich 1871 maßgeblich an der Gründung des Vereins spiriter Forscher in Budapest unter dem Vorsitz von Adolf Grünhut.

## Schriften
- Studien über die Geisterwelt. Leipzig: Mutze, 1874.
- Visionen im Wasserglase. Budapest: „Verein spiriter Forscher“, 1877
- Erzählungen des ewigen Mütterleins. Budapest: Tettey, 1879
- Dem Zephyr abgelauscht : eine Sammlung von Märchen ; zum Besten einer Wohlthätigkeitsanstalt. Gonobitz: Selbstverl. der Verf., 1885
- Die Sphären zwischen der Erde und Sonne von Augustus. Berlin: K. Siegismund, 1890
- Bilder aus dem Jenseits : medianime Diktate von H. Chr. Andersen und anderen. Geschrieben von Adelma Vay. Wien: Selbstverl. der Hrsg., 1905
- Geistesnahrung in Kriegszeiten : Geist- u. Herzensstärkung f. unsere Krieger sowie ihre Familie. Wiesbaden: Abigt, (1916)